# Henriette Willardt
Henriette Willardt (artistnamn Miss Senide), född 9 november 1866 i Königsberg (nuvarande Kaliningrad), död 1923 i Wien (Österrike), var en berömd tysk-österrikisk cirkusartist och djurtämjare i slutet på 1800-talet och början på 1900-talet.

## Biografi
Henriette föddes i Königsberg som dotter till Emma Willard (1841-1907), modern drev nöjesstånd på olika tivolin. Familjen flyttade senare till Österrike där Henriette gick i flickskola i Steiermark.
1881 flyttade familjen till Wien där modern drev ett nöjesstånd på Pratertivolit. Här väcktes Henriettes dröm att bli djurtämjare. Modern köpte då två lejon, en björn och en leopard i Hamburg och Henriette började träna djuren.
Den 12 december 1883 debuterade Henrietta under artistnamnet "Miss Senide" vid Zirkus Renz i Berlin. Hennes paradnummer kallades "Le diner africain" under vilken hon ryckte ut en köttbit ur en panters gap. Från 1884 turnerade hon även med Zirkus Moritz Blumenfeld.
Henriette turnerade senare flera gånger i Europa. Under en föreställning på Star Music Hall i Dublin den 3 februari 1887 råkade hon ut för en allvarlig olycka genom ett av hennes rovdjur. Henriette hade huvudet i ett lejons gap då djuret skrämdes av reportrarnas fotoblixtar. Händelsen rapporterade världen över och enligt samtida tidningsartiklar  skadades hon på halsen och bröstkorgen, vissa tidningar rapporterade även att hon dog av skadorna.
1894 startade Henrietta sin egen cirkus och hon turnerade i Ryssland och Asien. 1923 dog Henrietta i Wien.